# メイ・ロブソン
メイ・ロブソン（May Robson、1858年4月19日 - 1942年10月20日）は、オーストラリア出身のアメリカ合衆国の女優である。
1883年から1942年に死去するまでの58年に渡り活動し、初期には舞台に、晩年には映画にも出演した。1933年には、オーストラリア出身者で初めてアカデミー賞にノミネートされた。

## 若年期

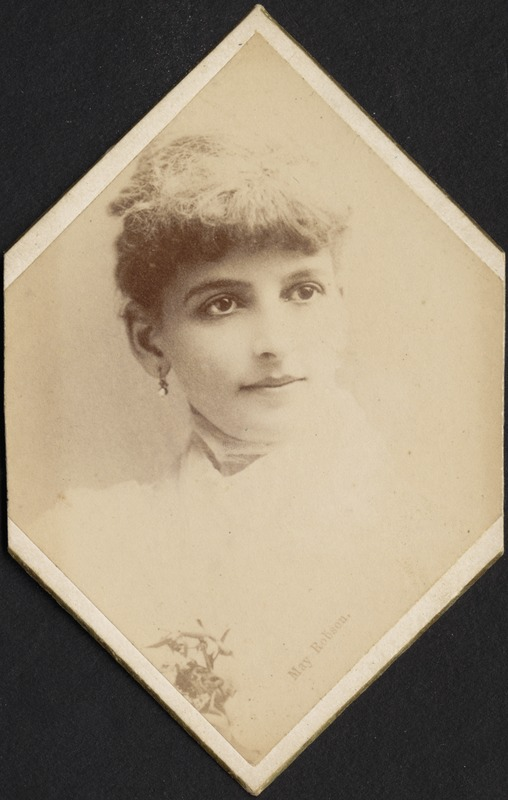
May Robson carte de visite

メアリー・ジャネット・ロビソン(Mary Jeanette Robison)として、1858年4月19日にニューサウスウェールズ植民地のモアマで生まれた。生まれた場所について、ロブソンは後に「オーストラリアのブッシュ（未開の地）」と表現した。父はヘンリー・ロビソン、母はジュリア（旧姓シュレジンガー）で、ロブソンは4人兄弟の末っ子だった。上の兄弟はウィリアムズ、ジェームズ、アデレードだった。
父ヘンリーはイングランドのカンブリア州ペンリス生まれで、リバプールに住んでいた。商船の航海士、後に船長として24年間外国貿易に従事した。健康を害したため船乗りを引退し、1853年に妻ジュリアと共にオーストラリアに渡った。1855年にはメルボルンで時計・宝石・銀細工の職人をしていた。ロブソンによれば、両親ともに結核を患い、療養のために「未開の地」に移住した。1857年8月にニューサウスウェールズ植民地のモアナの邸宅を購入した。ヘンリーは1860年1月28日に死去した。
その後、母ジュリアは1862年11月19日にオルベリー市長のウォルター・ムーア・ミラーと再婚した。一家は1866年にメルボルンに移った後、1870年にイギリス・ロンドンに移住した。ロブソンはハイゲートの聖心会学校に入学し、ブリュッセルで語学を学んだ。

## 結婚と子供
ロブソンは18歳のチャールズ・レベソン・ゴア(Charles Leveson Gore)と結婚するために家出をし、1875年11月1日にロンドンのカムデン・タウンの教会で結婚した。2人は1877年5月にアメリカに渡り、テキサス州フォートワースに380エーカーの土地を購入して、家を建てて牧場を開いた。しかし、ホームシックと農村での孤立、度重なる病気のため、住民の多い東海岸に移住しようと土地の売却を決意した。2人はわずかなお金を持ってニューヨークに移ったが、ロブソンによれば、チャールズはその後間もなく死去した。
チャールズとの間には3人の子供がおり、ロブソンは手芸やディナーカードのデザインをしたり、絵画を教えたりして子供を養育した。3人のうち2人は1883年までに幼くして病没し、大人まで成長したのはエドワード・ハイド・レベソン・ゴア(Edward Hyde Leveson Gore)だけだった。エドワードはロブソンのマネージャーを務めた。
ロブソンは1889年5月29日に警察医のオーガスタス・ホーマー・ブラウン(Augustus Homer Brown)と再婚し、1920年4月1日に死別した。

## キャリア

ロブソン（1907年）

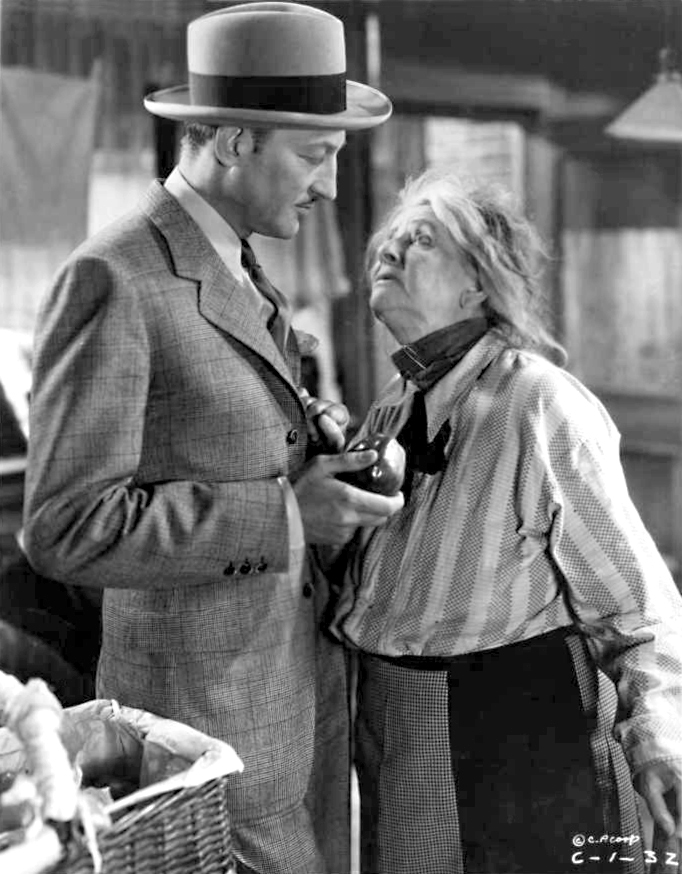
『一日だけの淑女』（1933年）にてウォーレン・ウィリアムと

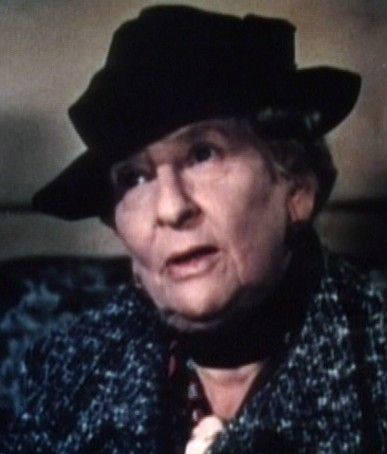
『スタア誕生』（1937年）にて

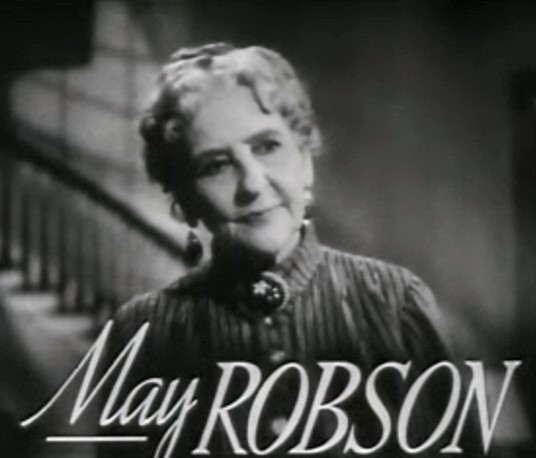
"Four Daughters"（1938年）にて

1883年9月17日、ロブソンはブルックリンのグランド・オペラ・ハウスで上演された"Hoop of Gold"で初めて舞台に立った。このとき、本名の"Robison"（ロビソン）が誤って"Robson"（ロブソン）と書かれていたが、ゲン担ぎでそれ以降もロブソンと名乗るようになった。その後数十年に渡り、コメディアンや性格俳優として舞台で活躍した。有力なマネージャー兼プロデューサーであるチャールズ・フローマンが後押しし、シアトリカル・シンジケートに所属していたことがロブソンの成功の一因だった。1911年には自身の巡業劇団を設立した。
ロブソンの最初の映画出演は1903年か1904年であり、トーマス・エジソンの短編映画にクレジットなしでの出演だった。最初の長編映画の出演は、1915年のサイレント映画"How Molly Made Good"での本人役のカメオ出演と見られている。1916年には、自身が共同執筆した戯曲"The Three Lights"を翻案したサイレント映画"A Night Out"に主演した。1916年にはマルグリット・クラーク主演の『白雪姫』に出演し、1919年にはジャック・ピックフォード主演の"In Wrong"にゲスト出演した。既に演劇界で地位を築いていたロブソンは、その名声と知名度により、クレジットされていない多くの映画にも出演していた。多くのサイレント映画が行方不明または紛失状態となっているため、実際にはもっと多くの映画に出演していた可能性がある。
1927年、既に70歳近くになっていたロブソンはハリウッドに移り、長年の友人であったマリー・ドレスラーに匹敵するような喜劇女優として、ハリウッドでも成功を収めた。最後の映画出演は、1942年、83歳のときの『パリのジャンヌ・ダーク』だった。

## 受賞歴
1933年、75歳のときに『一日だけの淑女』でアカデミー主演女優賞にノミネートされたが、キャサリン・ヘプバーンに敗れた。なお、ヘプバーンとは1938年の『赤ちゃん教育』で共演している。
このアカデミー賞ノミネートは、オーストラリア出身者では初めてであり、75歳での主演女優賞ノミネートは、1968年に当時80歳のエディス・エヴァンスに抜かれるまでの34年間に渡り最年長記録だった。

## 死去
ロブソンは1942年10月20日にビバリーヒルズの自宅で死去した。84歳だった。死去の3週間前から危篤状態にあり、その数か月前から体調不良だった。
遺体は火葬され、ニューヨーク市クイーンズ区のフラッシング墓地にある、2番目の夫であるオーガスタス・ブラウンの隣に埋葬された。
『ニューヨーク・タイムズ』紙はロブソンを「アメリカの映画と舞台の王太后」と呼んだ。

## 出演作

### 舞台
以下は出演作の一部である。
- Called Back (1884)
- An Appeal to the Muse (1885)
- Robert Elsmere (1889)
- The Charity Ball (1890)
- Nerves, adapted from Les Femmes Nerveuses (1891)
- Gloriana (1892)
- Lady Bountiful (1892)
- Americans Abroad (1893)
- The Family Circle (1893)
- The Poet and the Puppets (1893)
- Squirrel Inn (1893)
- No. 3A (1894)
- As You Like It (1894)
- Liberty Hall (1894)
- The Fatal Card (1895)
- 真面目が肝心 The Importance of Being Earnest (1895)
- A Woman's Reason (1895)
- The First Born (1897)
- His Excellency, The Governor (1900)
- Are You a Mason? (1901)
- The Billionaire (1902)
- Dorothy Vernon of Haddon Hall (1904)
- Cousin Billy (1905–1907)
- The Rejuvenation of Aunt Mary (1907)
- The Three Lights (A Night Out) (1911)

### 映画

#### サイレント映画
| 年   | 作品名                                   | 役名                               | 備考                           |
| ---- | ---------------------------------------- | ---------------------------------- | ------------------------------ |
| 1906 | The Terrible Kids                        |                                    | 短編                           |
| 1907 | Getting Evidence                         |                                    | 短編                           |
| 1915 | How Molly Made Good                      | 本人役（カメオ出演）               |                                |
| 1916 | A Night Out                              | Granmum                            |                                |
| 1916 | 白雪姫 Snow White                        | Hex Witch                          | アリス・ウォッシュバーンの代役 |
| 1919 | In Wrong                                 | 店を訪れる女性                     | クレジットなし                 |
| 1920 | 狂へる悪魔 Dr. Jekyll and Mr. Hyde       | ミュージックホールの外にいる売春婦 | クレジットなし                 |
| 1926 | Pals in Paradise                         | Esther Lezinsky                    |                                |
| 1927 | Rubber Tires                             | Mrs. Stack                         |                                |
| 1927 | キング・オブ・キングス The King of Kings | Mother of Gestas                   |                                |
| 1927 | The Rejuvenation of Aunt Mary            | Aunt Mary Watkins                  |                                |
| 1927 | The Angel of Broadway                    | Big Bertha                         |                                |
| 1927 | A Harp in Hock                           | Mrs. Banks                         |                                |
| 1927 | Turkish Delight                          | Tsakran                            |                                |
| 1927 | 市俄古 Chicago                           | Mrs. Morton - Matron               |                                |
| 1928 | ダニューブの漣 The Blue Danube           |                                    |                                |

#### トーキー
| 年   | 作品名                                                     | 役名                            | 備考                           |
| ---- | ---------------------------------------------------------- | ------------------------------- | ------------------------------ |
| 1931 | 女傑 The She-Wolf                                          | Harriet Breen                   | 別タイトル Mother's Millions   |
| 1932 | 令嬢殺人事件 Letty Lynton                                  | Mrs. Lynton, Letty's Mother     |                                |
| 1932 | Red-Headed Woman                                           | Aunt Jane                       |                                |
| 1932 | Strange Interlude                                          | Mrs. Evans                      |                                |
| 1932 | 可愛いアンニー Little Orphan Annie                         | Mrs. Stewart                    |                                |
| 1932 | 百万円貰ったら If I Had a Million                          | Mrs. Mary Walker                |                                |
| 1933 | 男子戦わざる可らず Men Must Fight                          | Maman Seward                    |                                |
| 1933 | ホワイト・シスター The White Sister                        | Mother Superior                 |                                |
| 1933 | ウィーンの再会 Reunion in Vienna                           | Frau Lucher                     |                                |
| 1933 | 晩餐八時 Dinner at Eight                                   | Mrs. Wendel, the cook           |                                |
| 1933 | 人生の行路 One Man's Journey                               | Sarah                           |                                |
| 1933 | 紐育・ハリウッド Broadway to Hollywood                     | Veteran Actress                 |                                |
| 1933 | 第三の恋 Beauty for Sale                                   | Mrs. Merrick                    |                                |
| 1933 | 一日だけの淑女 Lady for a Day                              | Apple Annie                     | アカデミー主演女優賞ノミネート |
| 1933 | The Solitaire Man                                          | Mrs. Vail                       |                                |
| 1933 | ダンシング・レディ Dancing Lady                            | Dolly Todhunter                 |                                |
| 1933 | 不思議の国のアリス Alice in Wonderland                     | Queen of Hearts                 |                                |
| 1934 | 金に憑かれて You Can't Buy Everything                      | Mrs. Hannah Bell                |                                |
| 1934 | Straight Is the Way                                        | Mrs. Horowitz                   |                                |
| 1934 | 街で拾った女 Lady by Choice                                | Patricia Patterson              | 別邦題『拾われた母』           |
| 1934 | Mills of the Gods                                          | Mary Hastings                   |                                |
| 1935 | Grand Old Girl                                             | Laura Bayles                    |                                |
| 1935 | Vanessa: Her Love Story                                    | Madame Judith Paris             |                                |
| 1935 | 無軌道行進曲 Reckless                                      | Granny                          |                                |
| 1935 | Strangers All                                              | Anna Carter                     |                                |
| 1935 | Age of Indiscretion                                        | Emma Shaw                       |                                |
| 1935 | アンナ・カレニナ Anna Karenina                             | Countess Vronsky                |                                |
| 1935 | 少年G戦線 Three Kids and a Queen                           | Mary Jane 'Queenie' Baxter      |                                |
| 1936 | 妻と女秘書 Wife vs. Secretary                              | Mimi Stanhope                   |                                |
| 1936 | The Captain's Kid                                          | Aunt Marcia Prentiss            |                                |
| 1936 | ボビーの凱歌 Rainbow on the River                          | Mrs. Harriet Ainsworth          |                                |
| 1937 | Woman in Distress                                          | Phoebe Tuttle                   |                                |
| 1937 | スタア誕生 A Star Is Born                                  | Grandmother Lettie Blodgett     |                                |
| 1937 | 典型紳士読本 The Perfect Specimen                          | Mrs. Leona Wicks                |                                |
| 1938 | トム・ソーヤの冒険 The Adventures of Tom Sawyer            | Aunt Polly                      |                                |
| 1938 | 赤ちゃん教育 Bringing Up Baby                              | Aunt Elizabeth                  |                                |
| 1938 | 4人の姉妹 Four Daughters                                   | Aunt Etta                       |                                |
| 1938 | テキサス人 The Texans                                      | Granna                          |                                |
| 1939 | ゼイ・メイド・ミー・ア・クリミナル They Made Me a Criminal | Grandma                         |                                |
| 1939 | Yes, My Darling Daughter                                   | 'Granny' Whitman                |                                |
| 1939 | The Kid from Kokomo                                        | Margaret 'Maggie' / 'Ma' Manell |                                |
| 1939 | Daughters Courageous                                       | Penny, the Housekeeper          |                                |
| 1939 | Nurse Edith Cavell                                         | Mme. Rappard                    |                                |
| 1939 | That's Right – You're Wrong                                | Grandma                         |                                |
| 1939 | Four Wives                                                 | Aunt Etta                       |                                |
| 1940 | Granny Get Your Gun                                        | Minerva Hatton                  |                                |
| 1940 | Irene                                                      | Granny O'Dare                   |                                |
| 1940 | 続・テキサス決死隊 Texas Rangers Ride Again                | Cecilia Dangerfield             |                                |
| 1941 | Four Mothers                                               | Aunt Etta                       |                                |
| 1941 | Million Dollar Baby                                        | Cornelia Wheelwright            |                                |
| 1941 | プレイ・メイツ Playmates                                   | Grandma Kyser                   |                                |
| 1942 | パリのジャンヌ・ダーク Joan of Paris                       | Mlle. Rosay                     |                                |